# 高橋文五郎
高橋 文五郎（たかはし ぶんごろう、1893年11月28日 - 1978年3月19日）は、日本の実業家、政治家、参議院議員（2期、自由民主党）。

## 来歴
宮城県栗原郡若柳町（現・栗原市）出身。1915年早稲田大学商学部卒。卒業後は七十七銀行に入り、支店長となる。その後、家業の醸造業を継ぎ、のち栗原鉄道（株）を創立、社長に就任する。
若柳町長（1935.11.28-1943.8.15）を務めたが、戦時中に地元の大政翼賛会の役員をしていたため、戦後、公職追放となる。
宮城県議を5期務め、議長を2期務める。1965年、高橋進太郎の宮城県知事選出馬による参議院補欠選挙で当選。同年春の叙勲で勲四等瑞宝章受章。1968年の第8回参議院議員通常選挙で再選した。1971年春の叙勲で勲二等瑞宝章受章。1974年の第10回参議院議員通常選挙には出馬せず引退した（後継者は遠藤要）。この間、第2次田中角栄第1次改造内閣法務政務次官、参議院文教委員長、自由民主党宮城県連会長などを務めた。
この他、宮城県水産配給社長、仙台放送副社長、東北電力監査役、東日本放送社長なども務めた。
1978年3月19日死去、84歳。死没日をもって従四位に叙され、銀杯一組を賜った。

## 親族
- 祖父 高橋徳右衛門（貴族院多額納税者議員）[3]